# Mufaddal Saifuddin
Mufaddal Saifuddin (Arabisch: عـالي قـدر مُـفـضّـل سـيـفُ ٱلـدّين; Surat, 20 augustus 1946) is de spirituele leider en de 53e "Da'i al-Mutlaq" (= "de absolute of onbeperkte missionaris") van de Dawoodi Bohras, een subgroep met ongeveer 2 miljoen leden binnen het ismaïlisme, een stroming binnen het sjiisme, dat weer een stroming binnen de islam is. Hij is de tweede zoon van de 52e Da'i al-Mutlaq, Mohammed Burhanuddin, die hij opvolgde in 2014. Saifuddin claimt een afstammeling van de Profeet Mohammed te zijn. Van 2014 tot en met 2021 is hij telkens gerangschikt in het tijdschrift "The 500 Most Influential Muslims".
Saifuddin zorgde voor de restauratie van de Fatimidische architectuur, met name de Moskee van al-Hakim, de Moskee van al-Aqmar, de Al-Juyushi-moskee en de Lulua-moskee in Caïro. In 2014 ontving hij de Nationale Malagassische Orde.